# Refundición del Halconero
La Refundición del Halconero es una obra de la literatura medieval española de mediados del siglo XV. Atribuida tradicionalmente a Lope de Barrientos, la autoría es discutida, como también se debate que sea una continuación de la Crónica del Halconero.
Fernando Gómez Redondo señala que 

se trata de una redacción cronística totalmente independiente de cualquiera de las líneas historiográficas dedicadas a Juan II, atribuible, [...] con las cautelas adivinables, a Fernán Pérez de Guzmán [...]

Se organiza en varios puntos nodales, que comprenden el reinado de Enrique III el Doliente y el de Juan II de Castilla.